# 卢格拉特
卢格拉特（法語：Lougratte，法語發音：[luɡʁat]）是法国洛特-加龙省的一个市镇，属于洛特河畔新城区。

## 地理
卢格拉特（44°35'1"N, 0°37'24"E）面积20.45 平方千米，位于法国新阿基坦大区洛特-加龍省，该省份为法国西南部内陆省份，北起多爾多涅省，西接吉倫特省和朗德省，南至热尔省，东临塔恩-加龙省和洛特省。
与卢格拉特接壤的市镇（或旧市镇、城区）包括：康孔、卡斯蒂约内斯、费朗萨克、蒙托里奥勒、蒙托、圣厄特罗普德博恩、圣莫里斯-德莱斯塔佩勒。

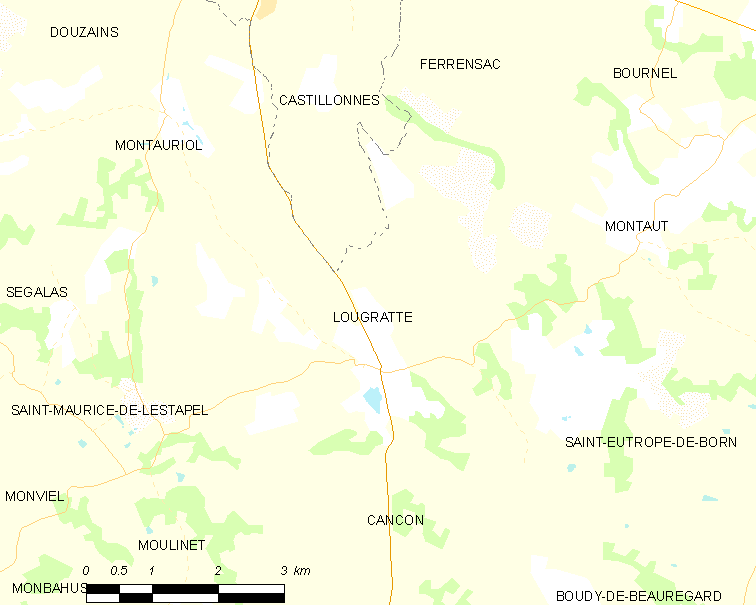
卢格拉特的OSM定位图

卢格拉特的时区为UTC+01:00、UTC+02:00（夏令时）。

## 行政
卢格拉特的邮政编码为47290，INSEE市镇编码为47152。

## 政治
卢格拉特所属的省级选区为德罗河谷县。

## 人口

1962-2008年间卢格拉特人口变化图示

卢格拉特于2022年1月1日时的人口数量为422人。